# Sariyya
Sariyya (in arabo ﺳﺮﻳـة‎), pl. Sarāyā (ﺳﺮﺍﻳﺎ‎) è il termine arabo col quale gli storici (musulmani o specialisti del primo Islam) indicano i fatti bellici cui non prese parte il profeta Maometto, che ne lasciò la conduzione - per i più svariati motivi - ai suoi Compagni.